# Sant Martí Vell (Sant Martí de Riucorb)
Sant Martí Vell són les portes de la muralla de Sant Martí de Maldà, al municipi de Sant Martí de Riucorb (Urgell), una obra inclosa a l'Inventari del Patrimoni Arquitectònic de Catalunya.

## Descripció
Les antigues muralles del poble de Sant Martí de Maldà foren acabades de bastir en el segle xvi, moment en el qual el poble s'havia expansionat considerablement fruit de l'augment demogràfic de la població. Aquestes primitives muralles tenien quatre portes d'accés al poble. Se'n conserven tres en bon estat. Totes estan resoltes a partir d'amplis arcs de mig punt dovellats.